# Hamatocanthoscypha
Hamatocanthoscypha Svrček  – rodzaj grzybów z rodziny Hamatocanthoscyphaceae. Należy do niego 15 gatunków.

## Systematyka i nazewnictwo
Pozycja w klasyfikacji według Index Fungorum: Hamatocanthoscyphaceae, Helotiales, Leotiomycetidae, Leotiomycetes, Pezizomycotina, Ascomycota, Fungi.
Synonimy: Debaryoscyphus Arendh. & R. Sharma, Uncinia Velen., Unciniella K. Holm & L. Holm:
Gatunki występujące w Polsce
- Hamatocanthoscypha laricionis (Velen.) Svrček 1977

Nazwy naukowe na podstawie Index Fungorum. Wykaz gatunków według M.A. Chmiel.